# Papiria
La tribu Papiria es una de las 35 tribus romanas, en las que se adscribía todo ciudadano romano para poder ejercer su derecho de voto en los Comitia tributa o comicios por tribus. Tenía la consideración de tribu rústica, frente a las cuatro tribus urbanas. Fue creada en 498 a. C. y su nombre se refiere a la gens Papiria, una de las tradicionales de la sociedad romana.

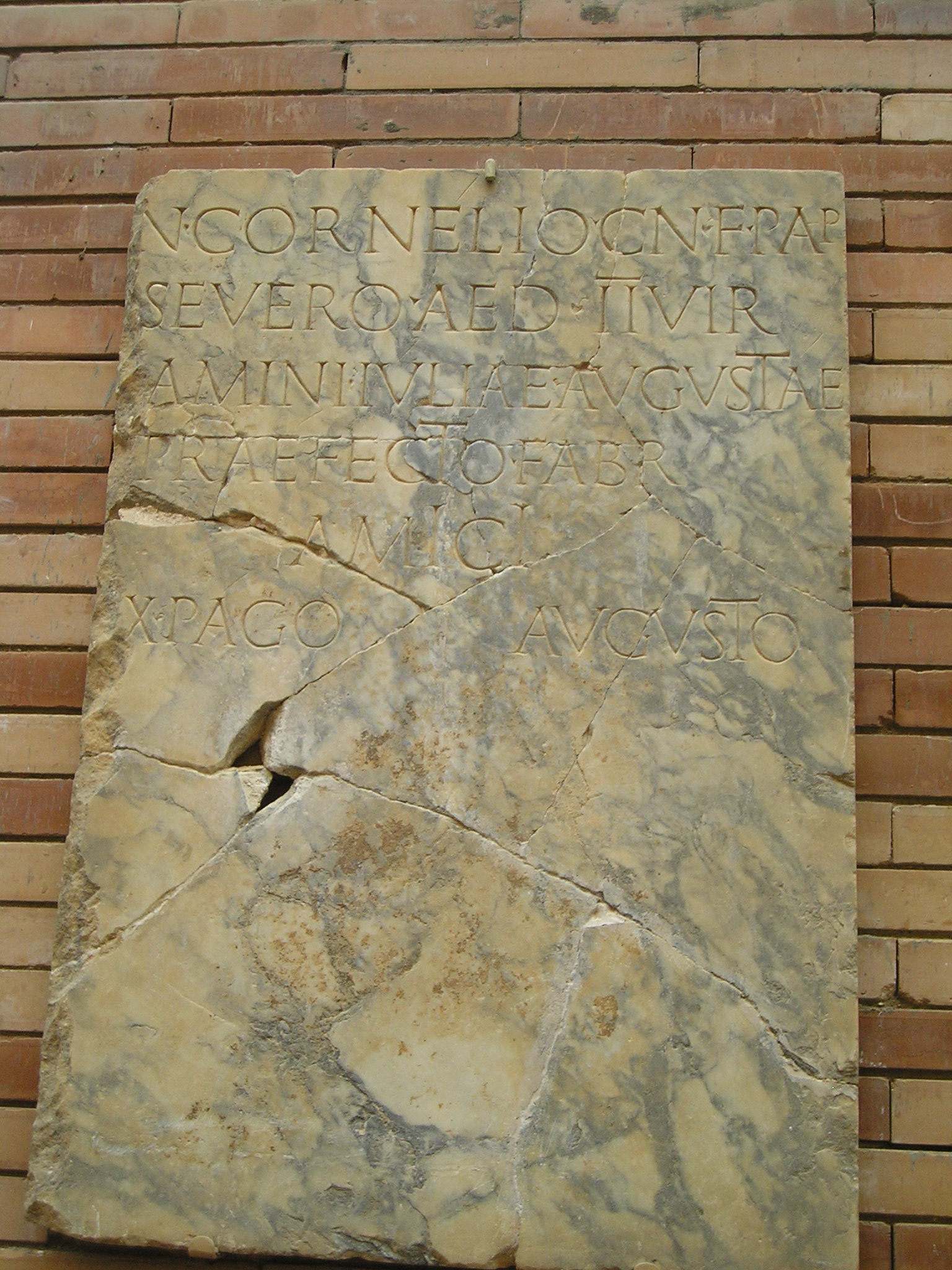
Inscripción honoraria procedente de Emerita Augusta, dedicada a Cn. Cornelio Severo, en la que se indica su adscripción, y la de la Colonia, a la tribu Papiria.

A partir de Augusto, con el establecimiento del Imperio, la vida de las asambleas romanas comenzó a languidecer, para dejar de ser convocadas bajo Tiberio, perdiendo sus atribuciones en favor del Senado, y siendo suprimidas por Trajano, aunque durante los tres primeros siglos del Imperio todos los ciudadanos romanos tenían que estar adscritos a una tribu.
La tribu Papiria fue la elegida por Augusto para adscribir a los ciudadanos romanos de la colonia Augusta Emerita (Mérida, España) en Lusitania, incluyendo la prefectura de Turgalium (Trujillo, España), y a los de la colonia Augusta Firma Astigi (la actual Écija, en la provincia de Sevilla) en la Bética.